# Mount Selwyn, British Columbia
Mount Selwyn är en bergstopp i Kanada.   Den ligger i provinsen British Columbia, i den centrala delen av landet, 3 100 km väster om huvudstaden Ottawa. Toppen på Mount Selwyn är 2 890 meter över havet.
Terrängen runt Mount Selwyn är huvudsakligen bergig.Trakten runt Mount Selwyn är nära nog obefolkad, med mindre än två invånare per kvadratkilometer.. Det finns inga samhällen i närheten. 
Trakten runt Mount Selwyn är permanent täckt av is och snö.